# Francis Litsingi
Francis Litsingi, auch Franci Litsingi, (* 10. September 1986 in Brazzaville) ist ein kongolesischer ehemaliger Fußballspieler.

## Karriere

### Verein
Litsingi begann mit dem Vereinsfußball bei Saint Michel d’Ouenzé und spielte hier ab 2003 in der ersten Herrenmannschaft. Drei Jahre später wechselte er zum kamerunischen Verein Cotonsport Garoua. 2008 wechselte er nach Europa zum ungarischen Verein Újpest Budapest. Von diesem Verein wurde er für die nächsten zwei Spielzeiten an Kecskeméti TE ausgeliehen und 2010 samt Ablöse abgegeben. 2013 zog er nach Tschechien zum FK Teplice weiter. Nach zwei Jahren heuerte er beim Ligakonkurrenten Sparta Prag an. Zur Rückrunde der Saison 2015/16 wurde er an den türkischen Zweitligisten Gaziantep Büyükşehir Belediyespor verliehen. Nach einer weiteren Leihe zu FC Zbrojovka Brünn beendete Litsingi 2017 seine Karriere.

### Nationalmannschaft
Litsingi spielte von 2011 bis 2015 für die Nationalmannschaft der Republik Kongo.